# کیم اون-جونگ (ورزشکار کرلینگ)
کیم اون-جونگ (انگلیسی: Kim Eun-jung؛ زادهٔ ۲۹ نوامبر ۱۹۹۰) ورزشکار کرلینگ اهل کره جنوبی است.
از افتخارات وی میتوان به کسب مدال نقره در بازی‌های المپیک زمستانی ۲۰۱۸ اشاره‌کرد.